# Nouveau Larousse illustré
O Nouveau Larousse illustré foi uma enciclopédia francesa ilustrada publicada pela Éditions Larousse entre 1897 and 1904, em 7 volumes e um suplemento. Era essencialmente uma versão reduzida do Grand dictionnaire universel du XIXe siècle de Pierre Larousse, mas atualizada e escrita em um estilo mais neutro, científico, sob a direção de Claude Augé (1854−1924).
A enciclopédia consistia em 7.600 páginas contendo 237 mil artigos, com 49 mil ilustrações em preto e branco, mais de 500 mapas e 89 páginas de ilustrações em cores.

## Índice
Conteúdo no Internet Archive:
- Volume 1, de A até Bello
- Volume 2, de Belloc até Ch
- Volume 3, de Ci até D
- Volume 4, de E até G
- Volume 5, de H até Meld
- Volume 6, de Mele até Po
- Volume 7, de Pr até Z
- Suplemento, de A a Z